# M5K Polaavtopat
Die Polaavtopat M5K war eine geplante nordmazedonische Halbautobahn, die von der A3 (ehm. M5) bei Bitola zur griechischen Grenze bei Medžitlija führen sollte. Nach der Änderung der Autobahnnummerierung in Nordmazedonien Ende 2011 wurde die M5K als Abzweigstrecke der A3 integriert.

## Ausbaustand
Derzeit existiert die Strecke nur als einfache Nationalstraße.